# Mistrovství světa v ledním hokeji 2006 (Divize I)
Mistrovství světa v ledním hokeji (Divize I) se probíhala ve dnech 23. dubna–30. dubna 2006 ve městech Amiens (Skupina A) a Tallinn (Skupina B).

## Skupiny

### Skupina A
| Poř. | Země           | Z | V | R | P | Skóre | B  |
| ---- | -------------- | - | - | - | - | ----- | -- |
| 1.   | Německo        | 5 | 5 | 0 | 0 | 34:4  | 10 |
| 2.   | Francie        | 5 | 3 | 1 | 1 | 17:9  | 7  |
| 3.   | Japonsko       | 5 | 3 | 0 | 2 | 18:14 | 6  |
| 4.   | Maďarsko       | 5 | 2 | 1 | 2 | 20:18 | 5  |
| 5.   | Velká Británie | 5 | 1 | 0 | 4 | 17:17 | 2  |
| 6.   | Izrael         | 5 | 0 | 0 | 5 | 3:47  | 0  |

#### Zápasy
|     | FRA   | GBR   | GER   | HUN   | ISR   | JPN   |
| --- | ----- | ----- | ----- | ----- | ----- | ----- |
| FRA | ***** | 1:0   | 0:5   | 3:3   | 9:0   | 4:1   |
| GBR | 0:1   | ***** | 0:8   | 3:4   | 12:0  | 2:4   |
| GER | 5:0   | 8:0   | ***** | 6:2   | 11:2  | 4:0   |
| HUN | 3:3   | 4:3   | 2:6   | ***** | 8:0   | 3:6   |
| ISR | 0:9   | 0:12  | 2:11  | 0:8   | ***** | 1:7   |
| JPN | 1:4   | 4:2   | 0:4   | 6:3   | 7:1   | ***** |

 Izrael -  Německo 2:11 (0:6, 0:3, 2:2)
24. dubna - Amiens
 Velká Británie -  Maďarsko 3:4 (0:1, 1:1, 2:2)
24. dubna - Amiens
 Japonsko -  Francie 1:4 (0:2, 1:2, 0:0)
24. dubna - Amiens
 Německo -  Japonsko 4:0 (1:0, 1:0, 2:0)
25. dubna - Amiens
 Francie -  Velká Británie 1:0 (0:0, 0:0, 1:0)
25. dubna - Amiens
 Maďarsko -  Izrael 8:0 (3:0, 3:0, 2:0)
26. dubna - Amiens
 Izrael -  Japonsko 1:7 (0:1, 1:3, 0:3)
27. dubna - Amiens
 Německo -  Velká Británie 8:0 (4:0, 1:0, 3:0)
27. dubna - Amiens
 Francie -  Maďarsko 3:3 (1:1, 2:1, 0:1)
27. dubna - Amiens
 Japonsko -  Velká Británie 4:2 (1:2, 1:0, 2:0)
29. dubna - Amiens
 Francie -  Izrael 9:0 (3:0, 2:0, 4:0)
29. dubna - Amiens
 Maďarsko -  Německo 2:6 (1:0, 1:2, 0:4)
29. dubna - Amiens
 Velká Británie -  Izrael 12:0 (2:0, 4:0, 6:0)
30. dubna - Amiens
 Maďarsko -  Japonsko 3:6 (1:1, 1:3, 1:2)
30. dubna - Amiens
 Německo -  Francie 5:0 (2:0, 3:0, 0:0)
30. dubna - Amiens

### Skupina B
| Poř. | Země       | Z | V | R | P | Skóre | B  |
| ---- | ---------- | - | - | - | - | ----- | -- |
| 1.   | Rakousko   | 5 | 5 | 0 | 0 | 27:9  | 10 |
| 2.   | Litva      | 5 | 3 | 1 | 1 | 24:14 | 7  |
| 3.   | Polsko     | 5 | 3 | 0 | 2 | 19:10 | 6  |
| 4.   | Estonsko   | 5 | 2 | 0 | 3 | 19:21 | 4  |
| 5.   | Nizozemsko | 5 | 1 | 1 | 3 | 13:24 | 3  |
| 6.   | Chorvatsko | 5 | 0 | 0 | 5 | 11:35 | 0  |

#### Zápasy
|     | AUT   | CRO   | EST   | LTU   | NED   | POL   |
| --- | ----- | ----- | ----- | ----- | ----- | ----- |
| AUT | ***** | 6:0   | 3:1   | 5:3   | 8:2   | 5:3   |
| CRO | 0:6   | ***** | 6:8   | 3:9   | 1:5   | 1:7   |
| EST | 1:3   | 8:6   | ***** | 2:7   | 7:2   | 1:3   |
| LTU | 3:5   | 9:3   | 7:2   | ***** | 3:3   | 2:1   |
| NED | 2:8   | 5:1   | 2:7   | 3:3   | ***** | 1:5   |
| POL | 3:5   | 7:1   | 3:1   | 1:2   | 5:1   | ***** |

 Litva -  Nizozemsko 3:3 (2:0, 0:1, 1:2)
23. dubna - Tallinn
 Estonsko -  Polsko 1:3 (0:2, 1:1, 0:0)
23. dubna - Tallinn
 Chorvatsko -  Rakousko 0:6 (0:1, 0:4, 0:1)
23. dubna - Tallinn
 Polsko -  Litva 1:2 (1:0, 0:0, 0:2)
24. dubna - Tallinn
 Nizozemsko -  Chorvatsko 5:1 (1:0, 2:0, 2:1)
24. dubna - Tallinn
 Rakousko -  Estonsko 3:1 (0:1, 2:0, 1:0)
24. dubna - Tallinn
 Rakousko -  Litva 5:3 (1:1, 2:2, 2:0)
26. dubna - Tallinn
 Polsko -  Nizozemsko 5:1 (2:0, 1:0, 2:1)
26. dubna - Tallinn
 Chorvatsko -  Estonsko 6:8 (2:3, 2:4, 2:1)
26. dubna - Tallinn
 Polsko -  Chorvatsko 7:1 (1:0, 2:1, 4:0)
28. dubna - Tallinn
 Nizozemsko -  Rakousko 2:8 (1:2, 1:3, 0:3)
28. dubna - Tallinn
 Estonsko -  Litva 2:7 (0:4, 1:2, 1:1)
28. dubna - Tallinn
 Rakousko -  Polsko 5:3 (3:1, 0:1, 2:1)
29. dubna - Tallinn
 Litva -  Chorvatsko 9:3 (5:2, 1:0, 3:1)
29. dubna - Tallinn
 Nizozemsko -  Estonsko 2:7 (0:2, 0:1, 2:4)
29. dubna - Tallinn